# Torneo Clausura 2023 Futsal (Guatemala)
El Torneo Clausura 2023  será la edición número 39 de la Liga Nacional de Futsal de Guatemala. El torneo es organizado por la Liga Nacional de Futsal de Guatemala, ente dependiente de la FEDEFUT. El torneo dio inicio el jueves, 13 de abril de 2023 con el partido entre el recién ascendido San José Futsal y Legendarios, con marcador favorable para el visitante administrativo por 2−3; le siguió la victoria del campeón defensor, Tellioz, por marcador de 5−2 sobre el local administrativo, Alianza.

## Sistema de competición
El torneo consta de dos fases:

### Fase de clasificación
Un grupo único integrado por los 9 equipos participantes. A través de un sistema de liga, los 9 equipos se enfrentan todos contra todos a dos vueltas, para un total de 18 jornadas y 16 partidos por equipo.
La clasificación final se decide según los puntos obtenidos tras cada partido:
- 3 puntos por victoria
- 1 punto por empate
- 0 puntos por derrota

En caso de empate en puntos, la posición se decide según:
1. Diferencia de goles
2. Goles a favor
3. Enfrentamiento directo.

Tras finalizar la fase de clasificación, los 2 mejores equipos clasifican de manera directa a las semifinales, mientras los equipos ubicados en las posiciones 3.°, 4.°, 5.° y 6.° clasifican a la fase final.

### Fase final
Los 2 mejores equipos de la clasificación acceden directamente a la ronda semifinal, mientras los 4 equipos restantes juegan entre sí la serie de acceso a semifinales, de la siguiente forma:
- 3.° vs 6.°
- 4.° vs 5.°

Los equipos juegan una serie al mejor de 3 partidos, por lo que el equipo que gane dos partidos clasificará a la siguiente ronda; en caso de que haya un empate en el primer partido, esto condicionará a un tercer partido; si el tercer partido se empata, la serie se definirá a través de tiros desde el punto penal.
La ronda semifinal se juega en series al mejor de 3 partidos, enfrentando a los equipos de la siguiente forma:
- 1.° vs 2 mejor clasificado entre los procedentes de la ronda anterior
- 2.° vs 1 mejor clasificado entre los procedentes de la ronda anterior

Los ganadores de las series se enfrentan en la final, a partido único en el Domo Polideportivo.

## Equipos participantes
Destaca la desaparición de Hansport AFS sin especificar detalle, por lo que la liga se vio reducida de 10 a 9 equipos.
Todos los equipos provienen de la Ciudad de Guatemala; a excepción de Antigua GFSC, de Antigua Guatemala.
Todos los partidos tienen lugar en el Domo Tigo o en el Domo Polideportivo, las localías son meramente protocolo administrativo.
| Equipo               |
| -------------------- |
| Alianza FSC          |
| Antigua GFSC         |
| Edén United Futsal   |
| FSC Glucosoral       |
| CD Kinesio           |
| Legendarios FSC      |
| Proyectos JC Company |
| San José Futsal      |
| CSD Tellioz          |

## Fase de clasificación
Fuente: Sofascore
|                                                                 | Pos. | Equipos              | PJ | PG | PE | PP | GF  | GC  | Dif. | PTS | Clasificación  |
| --------------------------------------------------------------- | ---- | -------------------- | -- | -- | -- | -- | --- | --- | ---- | --- | -------------- |
|                                                                 | 1    | Tellioz              | 16 | 14 | 0  | 2  | 110 | 51  | +59  | 42  | Semifinales    |
|                                                                 | 2    | Glucosoral           | 16 | 14 | 0  | 2  | 105 | 56  | +49  | 42  | Semifinales    |
|                                                                 | 3    | Legendarios          | 16 | 10 | 3  | 3  | 90  | 56  | +34  | 33  | Presemifinales |
|                                                                 | 4    | Edén United          | 16 | 7  | 01 | 8  | 76  | 78  | -2   | 22  | Presemifinales |
|                                                                 | 5    | Alianza              | 16 | 7  | 0  | 9  | 78  | 80  | -2   | 21  | Presemifinales |
|                                                                 | 6    | Antigua GFC          | 16 | 7  | 0  | 9  | 59  | 65  | -6   | 21  | Presemifinales |
|                                                                 | 7    | San José Futsal      | 16 | 6  | 2  | 8  | 62  | 79  | -17  | 20  |                |
|                                                                 | 8    | Kinesio              | 16 | 2  | 2  | 12 | 53  | 86  | -33  | 8   |                |
|                                                                 | 9    | Proyectos JC Company | 16 | 1  | 0  | 15 | 50  | 132 | -82  | 3   |                |
| Última actualización: 12 de agosto de 2023 \| Fuente: Sofascore |      |                      |    |    |    |    |     |     |      |     |                |

## Resultados
| Fecha 1                      | Fecha 1   | Fecha 1              | Fecha 1   | Fecha 1     | Fecha 1 |
| Local                        | Resultado | Visitante            | Recinto   | Fecha       | Hora    |
| ---------------------------- | --------- | -------------------- | --------- | ----------- | ------- |
| San José Futsal              | 2−3       | Legendarios          | Domo Tigo | 13 de abril | 15:30   |
| Alianza                      | 2−5       | Tellioz              | Domo Tigo | 13 de abril | 19:00   |
| Kinesio Futsal               | 3−5       | Antigua GFC          | Domo Tigo | 15 de abril | 19:00   |
| Glucosoral                   | 10−0      | Proyectos JC Company | Domo Tigo | 15 de abril | 21:00   |
| Descansa: Edén United        |           |                      |           |             |         |
| Goles: 30 (7.50 por partido) |           |                      |           |             |         |

| Fecha 2                      | Fecha 2   | Fecha 2         | Fecha 2   | Fecha 2     | Fecha 2 |
| Local                        | Resultado | Visitante       | Recinto   | Fecha       | Hora    |
| ---------------------------- | --------- | --------------- | --------- | ----------- | ------- |
| Antigua GFC                  | 3−5       | Glucosoral      | Domo Tigo | 20 de abril | 18:00   |
| Legendarios                  | 6−2       | Edén United     | Domo Tigo | 20 de abril | 21:00   |
| Proyectos JC Company         | 2−8       | Alianza         | Domo Tigo | 22 de abril | 15:30   |
| Tellioz                      | 11−2      | San José Futsal | Domo Tigo | 22 de abril | 17:30   |
| Descansa: Kinesio Futsal     |           |                 |           |             |         |
| Goles: 39 (9.75 por partido) |           |                 |           |             |         |

| Fecha 3                      | Fecha 3   | Fecha 3              | Fecha 3   | Fecha 3     | Fecha 3 |
| Local                        | Resultado | Visitante            | Recinto   | Fecha       | Hora    |
| ---------------------------- | --------- | -------------------- | --------- | ----------- | ------- |
| Edén United                  | 3−4       | Tellioz              | Domo Tigo | 27 de abril | 18:00   |
| San José Futsal              | 4−2       | Proyectos JC Company | Domo Tigo | 27 de abril | 21:00   |
| Glucosoral                   | 8−4       | Kinesio              | Domo Tigo | 29 de abril | 19:00   |
| Alianza                      | 9−5       | Antigua GFC          | Domo Tigo | 29 de abril | 21:00   |
| Descansa: Legendarios        |           |                      |           |             |         |
| Goles: 39 (9.75 por partido) |           |                      |           |             |         |

| Fecha 4                       | Fecha 4   | Fecha 4         | Fecha 4   | Fecha 4   | Fecha 4 |
| Local                         | Resultado | Visitante       | Recinto   | Fecha     | Hora    |
| ----------------------------- | --------- | --------------- | --------- | --------- | ------- |
| Kinesio                       | 3−5       | Alianza         | Domo Tigo | 4 de mayo | 17:00   |
| Tellioz                       | 3−4       | Legendarios     | Domo Tigo | 4 de mayo | 20:00   |
| Antigua GFC                   | 5−10      | San José Futsal | Domo Tigo | 6 de mayo | 15:30   |
| Proyectos JC Company          | 7−8       | Edén United     | Domo Tigo | 6 de mayo | 17:30   |
| Descansa: Glucosoral          |           |                 |           |           |         |
| Goles: 45 (11.25 por partido) |           |                 |           |           |         |

| Fecha 5                      | Fecha 5   | Fecha 5              | Fecha 5   | Fecha 5    | Fecha 5 |
| Local                        | Resultado | Visitante            | Recinto   | Fecha      | Hora    |
| ---------------------------- | --------- | -------------------- | --------- | ---------- | ------- |
| Legendarios                  | 11−1      | Proyectos JC Company | Domo Tigo | 11 de mayo | 15:00   |
| Edén United                  | 4−2       | Antigua GFC          | Domo Tigo | 11 de mayo | 17:00   |
| Alianza                      | 2−8       | Glucosoral           | Domo Tigo | 13 de mayo | 19:00   |
| San José Fútsal              | 4−3       | Kinesio              | Domo Tigo | 13 de mayo | 21:00   |
| Descansa: Tellioz            |           |                      |           |            |         |
| Goles: 35 (8.75 por partido) |           |                      |           |            |         |

| Fecha 6                      | Fecha 6   | Fecha 6         | Fecha 6   | Fecha 6    | Fecha 6 |
| Local                        | Resultado | Visitante       | Recinto   | Fecha      | Hora    |
| ---------------------------- | --------- | --------------- | --------- | ---------- | ------- |
| Kinesio                      | 6−3       | Edén United     | Domo Tigo | 18 de mayo | 18:00   |
| Glucosoral                   | 8−3       | San José Futsal | Domo Tigo | 18 de mayo | 21:00   |
| Antigua GFC                  | 3−4       | Legendarios     | Domo Tigo | 20 de mayo | 19:00   |
| Proyectos JC Company         | 4−6       | Tellioz         | Domo Tigo | 20 de mayo | 21:00   |
| Descansa: Alianza            |           |                 |           |            |         |
| Goles: 37 (9,25 por partido) |           |                 |           |            |         |

| Fecha 7                        | Fecha 7   | Fecha 7     | Fecha 7   | Fecha 7    | Fecha 7 |
| Local                          | Resultado | Visitante   | Recinto   | Fecha      | Hora    |
| ------------------------------ | --------- | ----------- | --------- | ---------- | ------- |
| Tellioz                        | 7−2       | Antigua GFC | Domo TIgo | 25 de mayo | 18:00   |
| Legendarios                    | 3−3       | Kinesio     | Domo TIgo | 25 de mayo | 21:00   |
| San José Futsal                | 2−5       | Alianza     | Domo TIgo | 27 de mayo | 15:00   |
| Edén United                    | 6−5       | Glucosoral  | Domo TIgo | 27 de mayo | 19:00   |
| Descansa: Proyectos JC Company |           |             |           |            |         |
| Goles: 33 (8.25 por partido)   |           |             |           |            |         |

| Fecha 8                   | Fecha 8   | Fecha 8              | Fecha 8            | Fecha 8    | Fecha 8 |
| Local                     | Resultado | Visitante            | Recinto            | Fecha      | Hora    |
| ------------------------- | --------- | -------------------- | ------------------ | ---------- | ------- |
| Antigua GFC               | 5−3       | Proyectos JC Company | Domo Tigo          | 1 de junio | 19:30   |
| Alianza                   | 3−4       | Edén United          | Domo Tigo          | 1 de junio | 21:00   |
| Glucosoral                | 6−4       | Legendarios          | Domo Polideportivo | 3 de junio | 15:30   |
| Kinesio Futsal            | 5−6       | Tellioz              | Domo Polideportivo | 3 de junio | 17:00   |
| Descansa: San José Futsal |           |                      |                    |            |         |
| Goles: 36 (9 por partido) |           |                      |                    |            |         |

| Fecha 9                   | Fecha 9   | Fecha 9         | Fecha 9   | Fecha 9     | Fecha 9 |
| Local                     | Resultado | Visitante       | Recinto   | Fecha       | Hora    |
| ------------------------- | --------- | --------------- | --------- | ----------- | ------- |
| Edén United               | 3−5       | San José Futsal | Domo Tigo | 8 de junio  | 19:30   |
| Tellioz                   | 7−4       | Glucosoral      | Domo Tigo | 8 de junio  | 21:00   |
| Proyectos JC Company      | 4−5       | Kinesio         | Domo Tigo | 10 de junio | 15:30   |
| Legendarios               | 5−3       | Alianza         | Domo Tigo | 10 de junio | 17:30   |
| Descansa: Antigua GFC     |           |                 |           |             |         |
| Goles: 36 (9 por partido) |           |                 |           |             |         |

| Fecha 10                    | Fecha 10  | Fecha 10        | Fecha 10  | Fecha 10    | Fecha 10 |
| Local                       | Resultado | Visitante       | Recinto   | Fecha       | Hora     |
| --------------------------- | --------- | --------------- | --------- | ----------- | -------- |
| Proyectos JC Company        | 3−7       | Glucosoral      | Domo Tigo | 15 de junio | 19:30    |
| Antigua GFC                 | 7−0       | Kinesio         | Domo Tigo | 15 de junio | 21:00    |
| Legendarios                 | 4−4       | San José Futsal | Domo Tigo | 17 de junio | 15:30    |
| Tellioz                     | 3−2       | Alianza         | Domo Tigo | 17 de junio | 17:30    |
| Descansa: Edén United       |           |                 |           |             |          |
| Goles: 30 (7.5 por partido) |           |                 |           |             |          |

| Fecha 11                    | Fecha 11  | Fecha 11             | Fecha 11  | Fecha 11    | Fecha 11 |
| Local                       | Resultado | Visitante            | Recinto   | Fecha       | Hora     |
| --------------------------- | --------- | -------------------- | --------- | ----------- | -------- |
| Glucosoral                  | 6−1       | Antigua GFC          | Domo TIgo | 20 de junio | 19:00    |
| Alianza                     | 6−3       | Proyectos JC Company | Domo TIgo | 20 de junio | 21:00    |
| San José Futsal             | 3−5       | Tellioz              | Domo TIgo | 22 de junio | 15:30    |
| Edén United                 | 5−5       | Legendarios          | Domo TIgo | 22 de junio | 17:30    |
| Descansa: Kinesio           |           |                      |           |             |          |
| Goles: 34 (8.5 por partido) |           |                      |           |             |          |

| Fecha 12                  | Fecha 12  | Fecha 12        | Fecha 12  | Fecha 12    | Fecha 12 |
| Local                     | Resultado | Visitante       | Recinto   | Fecha       | Hora     |
| ------------------------- | --------- | --------------- | --------- | ----------- | -------- |
| Antigua GFC               | 4−3       | Alianza         | Domo Tigo | 29 de junio | 19:00    |
| Kinesio                   | 4−6       | Glucosoral      | Domo Tigo | 29 de junio | 21:00    |
| Tellioz                   | 7−5       | Edén United     | Domo Tigo | 1 de julio  | 15:30    |
| Proyectos JC Company      | 0−3       | San José Futsal | Domo Tigo | 1 de julio  | 17:30    |
| Descansa: Antigua GFC     |           |                 |           |             |          |
| Goles: 32 (8 por partido) |           |                 |           |             |          |

| Fecha 13                     | Fecha 13  | Fecha 13             | Fecha 13  | Fecha 13   | Fecha 13 |
| Local                        | Resultado | Visitante            | Recinto   | Fecha      | Hora     |
| ---------------------------- | --------- | -------------------- | --------- | ---------- | -------- |
| Edén United                  | 6−2       | Proyectos JC Company | Domo Tigo | 6 de julio | 19:00    |
| Legendarios                  | 3−4       | Tellioz              | Domo Tigo | 6 de julio | 21:00    |
| Alianza                      | 3−2       | Kinesio              | Domo Tigo | 8 de julio | 15:30    |
| San José Futsal              | 2−5       | Antigua GFC          | Domo Tigo | 8 de julio | 17:30    |
| Descansa: Glucosoral         |           |                      |           |            |          |
| Goles: 27 (6.75 por partido) |           |                      |           |            |          |

| Fecha 14                     | Fecha 14  | Fecha 14             | Fecha 14  | Fecha 14    | Fecha 14 |
| Local                        | Resultado | Visitante            | Recinto   | Fecha       | Hora     |
| ---------------------------- | --------- | -------------------- | --------- | ----------- | -------- |
| Kinesio                      | 4−4       | San José Futsal      | Domo TIgo | 13 de julio | 19:00    |
| Glucosoral                   | 8−7       | Alianza              | Domo TIgo | 13 de julio | 21:00    |
| Antigua GFC                  | 6−4       | Edén United          | Domo TIgo | 15 de julio | 15:30    |
| Legendarios                  | 12−5      | Proyectos JC Company | Domo TIgo | 15 de julio | 17:30    |
| Descansa: Tellioz            |           |                      |           |             |          |
| Goles: 50 (12.5 por partido) |           |                      |           |             |          |

| Fecha 15                     | Fecha 15  | Fecha 15             | Fecha 15  | Fecha 15    | Fecha 15 |
| Local                        | Resultado | Visitante            | Recinto   | Fecha       | Hora     |
| ---------------------------- | --------- | -------------------- | --------- | ----------- | -------- |
| Legendarios                  | 3−1       | Antigua GFC          | Domo Tigo | 20 de julio | 19:00    |
| Edén United                  | 3−0*      | Kinesio              | Domo Tigo | 20 de julio | 21:00    |
| Tellioz                      | 27−6      | Proyectos JC Company | Domo Tigo | 22 de julio | 15:30    |
| San José Futsal              | 4−9       | Glucosoral           | Domo Tigo | 22 de julio | 17:30    |
| Descansa: Alianza            |           |                      |           |             |          |
| Goles: 50 (12.5 por partido) |           |                      |           |             |          |

| Fecha 16                       | Fecha 16  | Fecha 16        | Fecha 16  | Fecha 16    | Fecha 16 |
| Local                          | Resultado | Visitante       | Recinto   | Fecha       | Hora     |
| ------------------------------ | --------- | --------------- | --------- | ----------- | -------- |
| Glucosoral                     | 4−1       | Edén United     | Domo Tigo | 27 de julio | 19:00    |
| Alianza                        | 5−2       | San José Futsal | Domo Tigo | 27 de julio | 21:00    |
| Kinesio                        | 4−7       | Legendarios     | Domo Tigo | 29 de julio | 15:30    |
| Antigua GFC                    | 1−2       | Tellioz         | Domo Tigo | 29 de julio | 17:30    |
| Descansa: Proyectos JC Company |           |                 |           |             |          |
| Goles: 26 (6.5 por partido)    |           |                 |           |             |          |

| Fecha 17                      | Fecha 17  | Fecha 17    | Fecha 17  | Fecha 17    | Fecha 17 |
| Local                         | Resultado | Visitante   | Recinto   | Fecha       | Hora     |
| ----------------------------- | --------- | ----------- | --------- | ----------- | -------- |
| Legendarios                   | 5−7       | Glucosoral  | Domo Tigo | 3 de agosto | 19:00    |
| Tellioz                       | 10−2      | Kinesio     | Domo Tigo | 3 de agosto | 21:00    |
| Edén United                   | 12−7      | Alianza     | Domo Tigo | 5 de agosto | 15:30    |
| Proyectos JC Company          | 0−3*      | Antigua GFC | Domo Tigo | 5 de agosto | 17:30    |
| Descansa: San José Futsal     |           |             |           |             |          |
| Goles: 43 (10.75 por partido) |           |             |           |             |          |

| Fecha 18                   | Fecha 18  | Fecha 18             | Fecha 18  | Fecha 18     | Fecha 18 |
| Local                      | Resultado | Visitante            | Recinto   | Fecha        | Hora     |
| -------------------------- | --------- | -------------------- | --------- | ------------ | -------- |
| Alianza                    | 3−11      | Legendarios          | Domo Tigo | 10 de agosto | 19:00    |
| Glucosoral                 | 4−2       | Tellioz              | Domo Tigo | 10 de agosto | 21:00    |
| Kinesio                    | 5−8       | Proyectos JC Company | Domo Tigo | 12 de agosto | 15:30    |
| San José Futsal            | 8−7       | Edén United          | Domo Tigo | 12 de agosto | 17:30    |
| Descansa: Antigua GFC      |           |                      |           |              |          |
| Goles: 48 (12 por partido) |           |                      |           |              |          |

## Tabla acumulada
|                                            | Pos. | Equipos              | PJ | PG | PE | PP | GF  | GC  | Dif. | PTS | Clasificación            |
| ------------------------------------------ | ---- | -------------------- | -- | -- | -- | -- | --- | --- | ---- | --- | ------------------------ |
|                                            | 1    | Tellioz              | 34 | 30 | 0  | 4  | 240 | 106 | +134 | 90  | Líder acumulado          |
|                                            | 2    | Glucosoral           | 34 | 24 | 3  | 7  | 213 | 124 | +89  | 75  |                          |
|                                            | 3    | Legendarios          | 34 | 22 | 6  | 6  | 196 | 130 | +66  | 72  |                          |
|                                            | 4    | Antigua GFC          | 34 | 18 | 3  | 13 | 139 | 127 | +12  | 57  |                          |
|                                            | 5    | Alianza              | 34 | 15 | 0  | 19 | 155 | 179 | -24  | 45  |                          |
|                                            | 6    | Edén United          | 34 | 13 | 3  | 18 | 152 | 162 | -10  | 42  |                          |
|                                            | 7    | Kinesio              | 34 | 11 | 3  | 20 | 146 | 147 | -1   | 36  |                          |
|                                            | 8    | San José Futsal      | 34 | 10 | 2  | 22 | 133 | 191 | -58  | 32  |                          |
|                                            | 9    | Proyectos JC Company | 34 | 6  | 1  | 27 | 114 | 242 | -128 | 19  | Juego por la permanencia |
| Última actualización: 12 de agosto de 2023 |      |                      |    |    |    |    |     |     |      |     |                          |

## Fase final

### Presemifinales
| Fechas          | Equipo 1    | Serie | Equipo 2    | Juego 1 | Juego 2 | Juego 3 | Global | Equipo clasificado |
| --------------- | ----------- | ----- | ----------- | ------- | ------- | ------- | ------ | ------------------ |
| 17-24 de agosto | Legendarios | 2-1   | Antigua GFC | 4-7     | 4-2     | 8-6     | 16-15  | Legendarios        |
| 17-22 de agosto | Edén United | 2-0   | Alianza     | 6-2     | 3-3     | X       | 9-5    | Edén United        |

### Semifinales
| Fechas          | Equipo 1   | Serie | Equipo 2    | Juego 1 | Juego 2 | Juego 3 | Global | Equipo clasificado |
| --------------- | ---------- | ----- | ----------- | ------- | ------- | ------- | ------ | ------------------ |
| 26-31 de agosto | Tellioz    | 2-1   | Edén United | 4-7     | 5-4     | 5-2     | 14-13  | Tellioz            |
| 17-22 de agosto | Glucosoral | 2-0   | Legendarios | 2-2     | 6-4     | X       | 8-6    | Glucosoral         |